# Lyriocephalus scutatus
Lyriocephalus scutatus är en ödleart som beskrevs av Carl von Linné 1758. Lyriocephalus scutatus ingår i släktet Lyriocephalus och familjen agamer. IUCN kategoriserar arten globalt som nära hotad. Inga underarter finns listade i Catalogue of Life.